# Pandschi Pojon
Pandschi Pojon (tadschikisch Панҷи Поён; früher Nischni Pjandsch von russisch Нижний Пяндж) ist eine Ortschaft im Südwesten Tadschikistans.

## Geographie

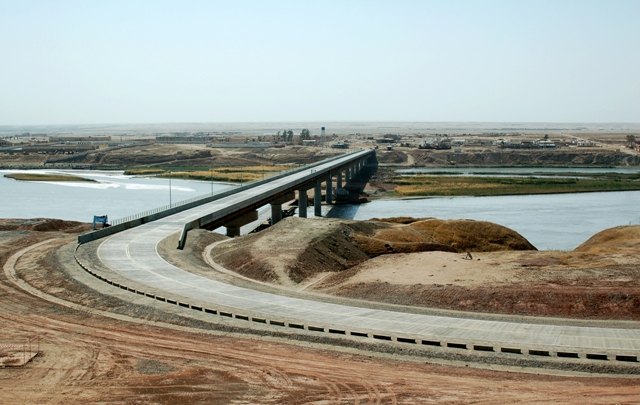
Die 2007 eröffnete Freundschaftsbrücke über den Pandsch bei Pandschi Pojon, aus Richtung Afghanistan

Der Ort liegt am rechten Ufer des dort etwa einen halben Kilometer breiten Flusses Pandsch, der die Staatsgrenze zu Afghanistan markiert. Etwa 25 km südwestlich von Pandschi Pojon vereinigt sich der Fluss mit dem von rechts kommenden Wachsch zum Amudarja.
Pandschi Pojon gehört zum Bezirk (nohija) Qumsangir der Provinz Chatlon. Es liegt knapp 20 km südsüdwestlich des Bezirksverwaltungssitzes Dustij, etwa 75 km Luftlinie südlich der Provinzhauptstadt Qurghonteppa sowie 150 km südlich der Landeshauptstadt Duschanbe.
Gut 10 km westlich des Ortes befindet sich am Unterlauf des Wachsch das Tigrowaja-Balka-Naturreservat.

## Geschichte
Der Ort erhielt am 29. April 1932 den Status einer Siedlung städtischen Typs, nachdem von dort 1929 in das in der Zeit russifiziert Kurgan-Tjube genannte Qurghonteppa eine Schmalspurbahn gebaut worden war. Er erhielt den Namen Nischni Pjandsch, der im Russischen dasselbe bedeutet wie die heutige tadschikische Bezeichnung: „Unterer Pandsch“, mit Bezug auf die Lage am Fluss. Ein Dorf mit dem russischen Namen Werchni Pjandsch („Oberer Pjandsch“) liegt etwa 16 km nordöstlich (flussaufwärts) an einem rechten Nebenarm. Die Siedlung entwickelte auch aufgrund ihrer Lage in einem landwirtschaftlich wenig nutzbaren Gebiet – nördlich anschließend erstreckt sich ein halbwüstenartiger Bereich, im Gegensatz zu den Provinzteilen westlich des Wachsch und weiter östlich, um das Bezirkszentrum Dustij – nur langsam. Eine gewisse Bedeutung hatte sie als Standort der Grenztruppen der Sowjetunion sowie als Endpunkt der Schmalspurbahn, insbesondere nach deren Verlängerung bis in das 228 km entfernte Duschanbe zwischen 1937 und 1941.
Die Einwohnerzahl des Ortes stieg in der sowjetischen Periode nie über mehrere Hundert: bei der Volkszählung 1939 betrug sie 655, 1959 189 und 1970 (letzter bekannter Wert) nur noch 159. Am 26. Dezember 1952 verlor Nischni Pjandsch der Status einer Siedlung städtischen Typs, erhielt ihn jedoch 1957 erneut bis in die 1970er-Jahre. In dieser Zeit wurde der Südwesten Tadschikistans durch die Breitspurstrecke vom usbekischen Termiz über Qurghonteppa nach Jowon erschlossen, die jedoch weiter nordwestlich verläuft und Nischni Pjandsch im verkehrstechnischen Abseits ließ. In den 1980er-Jahren wurde zuerst der Personenverkehr auf der Schmalspurbahn nach und nach eingestellt, nach der Unabhängigkeit Tadschikistans bis gegen Ende der 1990er-Jahre das gesamte Netz stillgelegt und abgebaut.
Einen neuen Aufschwung nahm der Ort mit dem Bau der Tadschikistan–Afghanistan-Brücke über den Pandsch in das afghanische Schir Chan Bandar. Sie wurde im August 2007 eröffnet. Die Baukosten von 37 Millionen US-Dollar wurden zum größten Teil von den Vereinigten Staaten übernommen, die Europäische Union finanzierte mit zehn Millionen US-Dollar die Zollanlagen auf der afghanischen Seite. Zuvor gab es nur eine Fährverbindung, die aber lediglich in geringem Umfang für den regionalen Verkehr genutzt werden konnte. Es entstand auch ein neuer Ortsteil etwa 2 km nördlich.

## Verkehr und Wirtschaft
Nach Pandschi Pojon führt die Europastraße 123, die im russischen Tscheljabinsk im südlichen Ural beginnt, durch Kasachstan und Usbekistan führt und den Westteil Tadschikistans von Norden nach Süden durchquert. Seit Eröffnung der Brücke läuft über diese Strecke unter anderem ein bedeutender Teil des Transitverkehrs von der Volksrepublik China über Kirgisistan und Tadschikistan nach Afghanistan. Auf afghanischer Seite besteht Verbindung in das 30 km östlich gelegene Imam Sahib, Verwaltungssitz des gleichnamigen Distrikts Imam Sahib sowie in die Provinzhauptstadt Kunduz, etwa 60 km südlich. Die Straße auf tadschikischer Seite wurde durch japanische Firmen ausgebaut.
Ab 2008 wurde eine Sonderwirtschaftszone unweit des Ortes und des Grenzüberganges errichtet, mit einem Gegenstück im Norden Tadschikistans, bei Chudschand nahe der Grenze zu Usbekistan.